# خاکپوز سه نقطه
دماغه سه‌نقطه یک شبه‌جزیره کوچک در منطقه غربی غنا در اقیانوس اطلس است.

## موقعیت مکانی

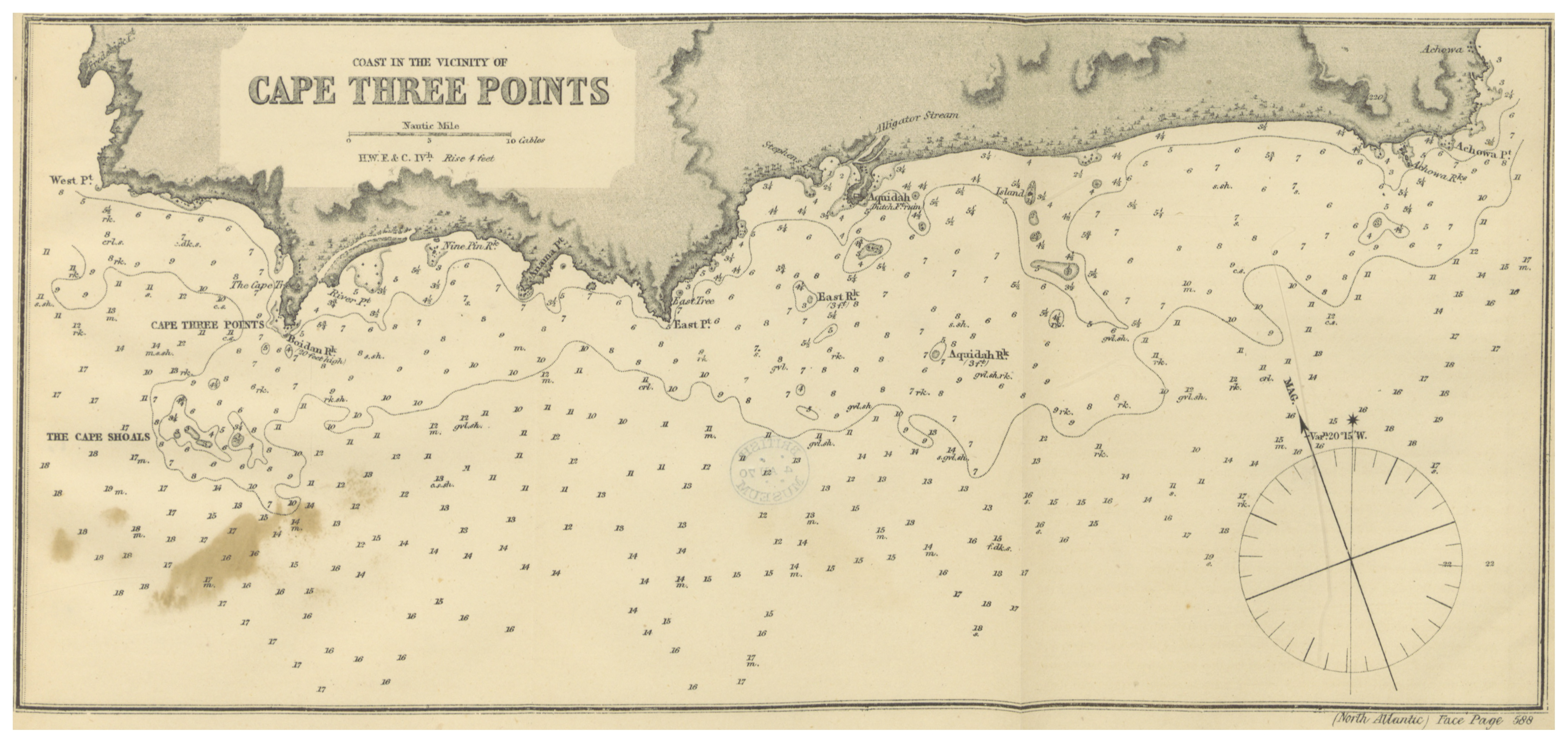
نمودار دریایی دماغه سه نقطه (۱۸۶۹)

دماغه سه‌نقطه که جنوبی‌ترین نوک غنا را تشکیل می‌دهد، بین دهکده ساحلی دیکسکووو و شهر پرنسس تاون، غنا واقع شده‌است. خاکپوز سه نقطه به عنوان «نزدیکترین خشکی ناکجا» شناخته می‌شود زیرا نزدیکترین خشکی در دریا است که در ۰ عرض جغرافیایی، ۰ طول جغرافیایی و ۰ ارتفاع (فاصله حدود ۵۷۰ کیلومتر) است. انتهای غربی خلیج گینه را نشان می‌دهد.

## فانوس دریایی

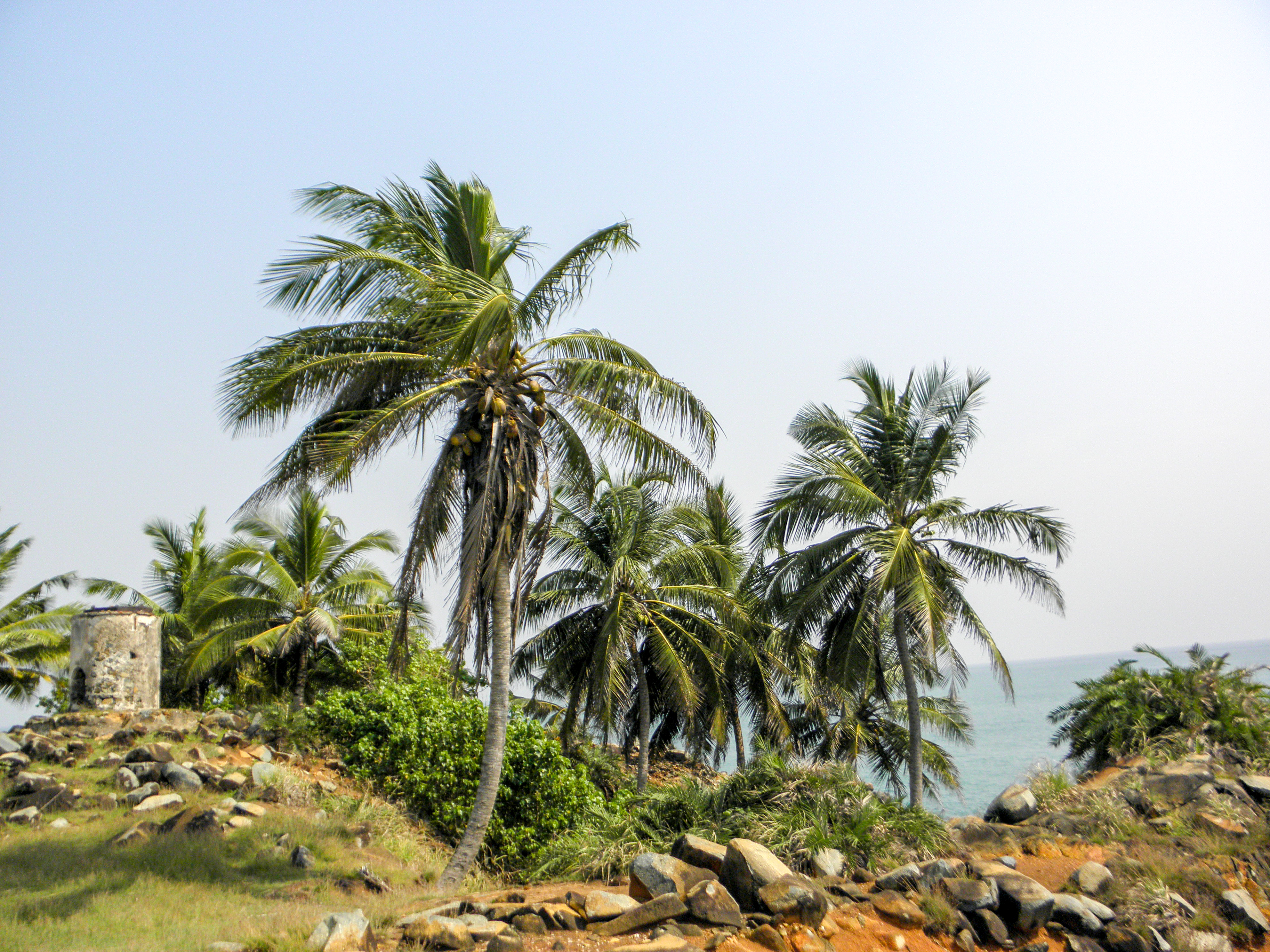
دماغه سه نقطه و خرابه فانوس دریایی قدیمی.

دماغه سه نقطه بیشتر به خاطر فانوس‌های دریایی اش شهرت دارد، اولین آن در سال ۱۸۷۵ توسط انگلیسی‌ها به عنوان کمک ناوبری برای تجارت کشتی‌هایی که از خلیج گینه می‌رفتند، ساخته شد. ساختار اصلی از آن زمان به یک ویرانه تبدیل شده‌است. با این وجود یک فانوس دریایی بزرگتر و بهبود یافته در سال ۱۹۲۵ تکمیل شد و امروز نیز فعالیت می‌کند.